# Episodi di Colombo (ottava stagione)
L'ottava stagione della serie televisiva Colombo, composta da 4 episodi, è stata trasmessa sul canale statunitense ABC dal 6 febbraio al 1º maggio 1989.
In Italia è stata trasmessa su Rete 4 dal 19 ottobre al 9 novembre 1991.
| nº | Titolo originale               | Titolo italiano                         | Prima TV USA     | Prima TV Italia |
| -- | ------------------------------ | --------------------------------------- | ---------------- | --------------- |
| 1  | Columbo Goes to the Guillotine | Una ghigliottina per il tenente Colombo | 6 febbraio 1989  | 2 novembre 1991 |
| 2  | Murder, Smoke and Shadows      | Effetti molto speciali                  | 27 febbraio 1989 | 26 ottobre 1991 |
| 3  | Sex and the Married Detective  | La signora in nero                      | 3 aprile 1989    | 19 ottobre 1991 |
| 4  | Grand Deceptions               | Intrighi inspiegabili                   | 1º maggio 1989   | 9 novembre 1991 |

## Una ghigliottina per il tenente Colombo
- Titolo originale: Columbo Goes to the Guillotine
- Diretto da: Leo Penn
- Scritto da: William Read Woodfield

### Trama
Elliott Blake crede così tanto nei suoi poteri telepatici da accettare di sottoporsi a una prova preparata da Max Dyson, un prestigiatore famoso per aver smascherato tutti gli aspiranti telepati da lui esaminati. All'esperimento è interessato anche il governo statunitense, che in caso di successo di Blake, è disposto a finanziare un centro per gli studi sulla parapsicologia. Blake supera brillantemente la prova, ma quella stessa sera si reca nello studio dove Dyson costruisce e sperimenta i suoi trucchi e lo ghigliottina.
- Guest star: Anthony Andrews (Elliott Blake), Anthony Zerbe (Max Dyson)

## Effetti molto speciali
- Titolo originale: Murder, Smoke and Shadows
- Diretto da: James Frawley
- Scritto da: Richard Alan Simmons

### Trama
Nonostante la giovane età, Alex Brady è un regista già affermato nell'ambiente di Hollywood. Fin da bambino amava stare dietro alle cineprese, ma un suo amico dei tempi della scuola, Leonard Fisher, glielo ricorda nel modo peggiore possibile, mostrandogli un vecchio filmato in cui sua sorella muore girando una scena pericolosa per lui. Il regista è sconvolto, ma non perde il sangue freddo. Chiede a Leonard Fisher di ripassare a trovarlo la sera ma intanto organizza quello che crede essere un delitto perfetto.
- Guest star: Fisher Stevens (Alex Brady), Jeff Perry (Leonard Fisher), Molly Hagan (Ruth Jernigan)

## La signora in nero
- Titolo originale: Sex and the Married Detective
- Diretto da: James Frawley
- Scritto da: Jerry Ludwig

### Trama
Joan Allenby è una terapista del sesso, molto nota grazie ad una serie di libri e a una seguita trasmissione radiofonica in cui sostiene che nel sesso, purché fra adulti consenzienti, tutto è lecito. Tornata all'improvviso nella clinica in cui lavora, sorprende il suo collega ed amante David Kincaid a letto con la sua assistente. Ferita nell'orgoglio, Joan Allenby decide di vendicarsi e, trasformatasi in un'irresistibile e misteriosa donna in nero, Lisa Prescott, prostituta d'alto bordo, irretisce David Kincaid e lo uccide. Il tenente Colombo si ritrova così sulle tracce di una bellissima e spregiudicata donna che però non esiste.
- Guest star: Lindsay Crouse (Joan Allenby), Stephen Macht (David Kincaid)

## Intrighi inspiegabili
- Titolo originale: Grand Deceptions
- Diretto da: Sam Wanamaker
- Scritto da: Sy Salkowitz

### Trama
Frank Brailie dirige la scuola militare del generale Jack Padget. Il sergente maggiore Lester Keegan può provare che Brailie dirotta su un fondo privato una cospicua parte dei finanziamenti del generale, così come può dimostrare che Brailie è l'amante di Jenny Padget. Armato di questi fatti, Keegan ricatta Brailie, il quale chiede un po' di tempo per raccogliere il denaro, ma in realtà la dilazione gli serve per mettere a punto un piano per uccidere Keegan nel giorno del compleanno del generale e far passare la morte del sergente per un tragico incidente avvenuto durante le manovre notturne.
- Guest star: Robert Foxworth (Frank Brailie), Stephen Elliott (Jack Padget), Janet Eilber (Jenny Padget)